# Йокинен, Антти
А́нтти Йо́кинен (фин. Antti Jokinen; 26 апреля 1968, Нурмиярви, Финляндия) — финский кинорежиссёр и режиссёр музыкальных видеоклипов, сценарист, продюсер.

## Биография
Родился 26 апреля 1968 года в Нурмиярви, в Финляндии, в семье спортивного журналиста и комментатора Юхи Йокинена.
После училища Антти переехал в Нью-Йорк, где работал в MTV ассистентом продюсера на шоу «Awake on the Wild Side» (1990), «MTV Rocks» и «Yo! MTV Raps» (1988).
Йокинен занимался в Восточно-Каролинском университете получив спортивную стипендию по баскетболу и играл за команду университета.

## Семья
- Первая жена — Ниина Куркинен, финская модель и актриса
  - Сын — Пааво
- Вторая жена — Сара Ла Фонтен (Sara La Fountain), финско-американская телеведущая и писательница. Свадьба состоялась в Париже в 2005 году. Пара имеет жильё как в Финляндии, так и в США.
- Супруга с 2018 года -  Криста Косонен

## Фильмография
- 2010 — Ловушка
- 2012 — Очищение — по одноимённому роману финской писательницы Софи Оксанен, премьера состоялась 7 сентября 2012 года, номинирован от Финляндии на премию Оскар.[1]
- 2015 — Елена
- 2020 — Хелене